# Plagiodontes dentatus
Plagiodontes dentatus es una especie de molusco gastrópodo terrestre pulmonado integrante del género Plagiodontes de la familia de los odontostómidos. Habita en el sur de Sudamérica.

## Taxonomía
Descripción original
Plagiodontes dentatus fue originalmente descrito en el año 1828 por el zoólogo inglés William Wood, con el nombre científico de Helix dentata.
Localidad tipo
En el año 1973, M. A. Klappenbach y J. Olazarri fijaron la localidad tipo en: «Montevideo (Uruguay)».
Caracterización y relaciones filogenéticas
Plagiodontes dentatus es un molusco pequeño (de alrededor de 25 mm de longitud) el cual representa la especie tipo del taxón Plagiodontes, hoy de categorización genérica, descrito originalmente en el año 1876 por el zoólogo, químico y geólogo germano - argentino Adolfo Doering, como subgénero de Bulimus.

## Distribución y hábitat
Esta especie es endémica del sur de Sudamérica, distribuyéndose en Uruguay y en el centro-este de la Argentina, en las provincias de Buenos Aires —al nordeste— y Entre Ríos. Un análisis multivariado intraespecífico confirmó la conclusión de que cualquier división subespecífica no está justificada.